# Martin Lehwald
Martin Lehwald (...) è un produttore cinematografico tedesco.

## Biografia
Dopo la laurea in filologia tedesca e filosofia e più di 15 anni d'esperienza in diversi settori dell'industria cinematografica, fonda nel 2000 la società di produzione cinematografica Schiwago Film GmbH. Produce quindici film per la televisione e quattro per il cinema, tra cui Muxmäuschenstill, Bye Bye Berlusconi! e Mein Kampf di George Tabori.
Nel 2008 debutta come regista con Titus & Alfonso.

## Filmografia

### Cinema
- Eiswind, regia di Chris Silber (2006) - corto
- Bye Bye Berlusconi!, regia di Jan Henrik Stahlberg (2006)
- Große Lügen!, regia di Jany Tempel (2007)
- Wie man sich umbringt ohne zu sterben, regia di Chris Silber (2007)
- Short Cut to Hollywood, regia di Marcus Mittermeier e Jan Henrik Stahlberg (2009)
- Mein Kampf, regia di Urs Odermatt (2009)

### Televisione
- Ein Mord auf dem Konto, regia di Hartmut Griesmayr (1996)
- Auch Erben will gelernt sein, regia di Karola Meeder (2003)
- Muxmäuschenstill, regia di Marcus Mittermeier (2004)
- Vera - Die Frau des Sizilianers, regia di Joseph Vilsmaier (2005)